# Manovre aeronautiche
Ecco un elenco delle principali manovre esistenti in aeronautica.

## Manovre standard
- Cabrata
- Picchiata
- Virata
- Imbardata
- Decollo
- Atterraggio
- Ammaraggio
- Volo a punto fisso

## Manovre acrobatiche
- Volo rovesciato
- Virata a coltello
- Looping
- Tonneau
- Virata di Immelmann
- Mezza S
- Otto Cubano
- Autorotazione
- Stallo
- Quadrifoglio
- Tonneau a botte
- Scampanata
- Lomcovák